# Aschaffenburg
Aschaffenburg (Aschaffemburgo en español áurico) es una ciudad del norte de Baviera que sirve de puerto sobre el río Meno y forma el extremo noroeste del canal Rin-Meno-Danubio. Su población se acerca a los 70.000.

## Ubicación
La ciudad es bañada por los ríos Meno (Main en alemán) y Aschaff, afluente del anterior y que aparece en el nombre de la localidad. Aunque el municipio pertenece al estado de Baviera, forma parte de la región metropolitana Rin-Meno de Fráncfort.

## Historia
Luis I la denominó la «Niza bávara». 
Lugares de interés en Aschaffenburg son, por ejemplo, el Palacio de Johannisburg, el Pompejanum, el parque Schönbusch y algunas iglesias muy antiguas.

## Personajes ilustres (selección)
- Erich Stenger (1878-1957), químico e historiador.
- Ernst Ludwig Kirchner (1880-1938), pintor y grabador.